# Biyabuneki
Le biyabuneki est un dialecte iranien parlé en Iran, dans le village de Biyabunek situé à 14 kilomètres au Sud de la ville de Semnan.

Le biyabuneki est un des dialectes de la région de Semnan qui font partie des langues iraniennes du Nord-Ouest.

## Sources
- (ru) Расторгуева, .В.C. , Семнана полосы диалекты in Языки мира. Иранские языки II. Северо-западные иранские языки, Moscou: Indrik, 1999, p. 148-153  (ISBN 5-85759-099-X)
- (ru) Расторгуева, .В.C. , Биябунеки язык//диалект in Языки мира. Иранские языки II. Северо-западные иранские языки, Moscou: Indrik, 1999, p. 162-164,  (ISBN 5-85759-099-X)